# Albi di Dylan Dog (2013)
Albi del fumetto Dylan Dog pubblicati nel 2013.
| Nr. | Titolo                  | Mese di pubblicazione | Soggetto             | Sceneggiatura        | Disegni                | Copertina    |
| --- | ----------------------- | --------------------- | -------------------- | -------------------- | ---------------------- | ------------ |
| 317 | L’impostore             | gennaio               | Alessandro Bilotta   | Alessandro Bilotta   | Nicola Mari            | Angelo Stano |
| 318 | Leggende urbane         | febbraio              | Giovanni Di Gregorio | Giovanni Di Gregorio | Ugolino Cossu          | Angelo Stano |
| 319 | I ritornanti            | marzo                 | Giancarlo Marzano    | Giancarlo Marzano    | Roberto Rinaldi        | Angelo Stano |
| 320 | La fuggitiva            | aprile                | Giovanni Di Gregorio | Giovanni Di Gregorio | Maurizio Di Vincenzo   | Angelo Stano |
| 321 | Giovani vampiri         | maggio                | Giancarlo Marzano    | Giancarlo Marzano    | Luigi Piccatto         | Angelo Stano |
| 322 | Il pianto della Banshee | giugno                | Giovanni Gualdoni    | Giovanni Gualdoni    | Corrado Roi            | Angelo Stano |
| 323 | L'occhio di Balor       | luglio                | Giuseppe De Nardo    | Giuseppe De Nardo    | Giampiero Casertano    | Angelo Stano |
| 324 | L'odio non muore mai    | agosto                | Luigi Mignacco       | Luigi Mignacco       | Giancarlo Alessandrini | Angelo Stano |
| 325 | Una nuova vita          | settembre             | Carlo Ambrosini      | Carlo Ambrosini      | Carlo Ambrosini        | Angelo Stano |
| 326 | Sulla pelle             | ottobre               | Bruno Enna           | Bruno Enna           | Piero Dall'Agnol       | Angelo Stano |
| 327 | I sonnambuli            | novembre              | Andrea Cavaletto     | Andrea Cavaletto     | Luca Dell'Uomo         | Angelo Stano |
| 328 | Trash Island            | dicembre              | Luigi Mignacco       | Luigi Mignacco       | Nicola Mari            | Angelo Stano |

## L'impostore
Charles Robinson è il più bravo imitatore della televisione londinese, specializzato nel prendere in giro personaggi molto importanti. Solo che tutti i "bersagli" delle sue imitazioni iniziano a morire uno dopo l'altro, massacrati da gente che sembra la loro copia perfetta. Dylan Dog non crede però che quel comico così bravo sia capace di uccidere le persone che imita, ma che ci sia qualcuno che lo stia incastrando.

## Leggende urbane
Coccodrilli albini nelle fogne, motociclisti che si tolgono il casco e si aprono la testa, il colpo segreto che se viene dato uccide dopo tre giorni. Quante volte sono state menzionate queste storie, tutte leggende metropolitane. Ma cosa succederebbe se queste storie fossero invece tutte vere? Dylan Dog questa volta dovrà sfidare addirittura il suo scetticismo per entrare in una dimensione più assurda di quella a cui è abituato.
- Curiosità: Nelle pagine 10 e 11 dell'albo ci sono due omaggi ad Elio e le Storie Tese: il primo è quando tre uomini (tra cui si riconosce il bugiardo Liam "Liar" Losey, protagonista dell'albo 264 "Liam il Bugiardo") sono seduti intorno a un tavolo di un pub. Uno di loro (Liam, appunto) sta raccontando la leggenda metropolitana del coccodrillo albino nelle fogne ed un altro gli chiede chi sia stato a raccontarla. Liam risponde che è stato "Mio Cugino". Lo stesso uomo gli chiede: "Quale? Quello che una volta è morto?", riferimento al singolo "Mio cuggino" del 1996; il secondo omaggio è nella pagina successiva, quando Dylan Dog esce dal pub e si vede chiaramente che questo si chiama "Helios And The Troubled Stories", ovvero la letterale traduzione in inglese del gruppo milanese.

## I ritornanti
Gli ospiti di un moderno cimitero ritornano in vita sotto forma di zombi e spettri per vendicarsi di chi li ha traditi e uccisi. Una delle persone prese di mira è la nuova cliente di Dylan Dog, la quale assicura di non aver mai fatto del male a nessuno.

## La fuggitiva
Berenice Slider è una giovane paziente del manicomio di Harlech convinta di essere un assassino. Si rivolge quindi a Dylan Dog chiedendogli di ucciderla, ma al rifiuto di lui, la ragazza fuggirà dal manicomio. Dylan inizierà così la ricerca della ragazza. 

## Giovani vampiri
Quattro ragazzi appassionati di occulto hanno il desiderio di diventare vampiri, decidono così di assumere Dylan Dog affinché trovi un Maestro della Notte disposto a vampirizzarli. Dylan rifiuta così i ragazzi si mettono da soli alla ricerca, dopo aver stipulato un patto di sangue per cui il primo che riuscirà a diventare un vampiro dovrà andare a trasformare anche gli altri. Quando i ragazzi inizieranno a sparire misteriosamente, Dylan sarà costretto ad intervenire. 

## Il pianto della Banshee
Il marito di Mary Kate McLagen, novella sposa che vive nel paesino di Wichkey, viene ritrovato brutalmente ucciso. Tutti gli indizi sembrano condurre a lei, che sostiene di aver agito sotto la possessione di una Banshee, uno spirito in grado di uccidere con la voce. La madre della ragazza, l'unica a crederle, si reca così a Londra per chiedere l'aiuto di Dylan Dog.

## L'occhio di Balor
I Fomor, creature mostruose della mitologia celtica, si sono materializzati da un libro illustrato, letto anche da Dylan Dog da bambino. Anche Honey, una bellissima ragazza di cui Dylan si innamora, è una di loro?

## L'odio non muore mai
Dylan Dog si risveglia rinchiuso all'interno di una bara d'acciaio. Non ricordandone il motivo, ricostruisce gli eventi nella sua memoria fino a tornare al suo viaggio a Starmouth, una cittadina marinara del Sud, in cui si aggirano fantasmi della Seconda Guerra Mondiale. 

## Una nuova vita
Le anime del soldato Doinel e del Dottor Walcott si intrecciano affondando le radici fino alla Francia del 1876. Dylan Dog cerca di svelare il mistero che le avvolge e che coinvolge anche la vita di Edmond, un ragazzo autistico.

## Sulla pelle
Il tatuatore polinesiano Tehamaru è in grado di fare tatuaggi che trasformano chi li ha in brutali assassini. Dylan Dog cercherà di scoprirne il motivo.

## I sonnambuli
Dylan Dog e l'ispettore Bloch indagano su alcuni casi di omicidio che pare siano stati compiuti da persone in stato di sonnambulismo.

## Trash Island
Dylan Dog, assieme ad altri tre indagatori dell'incubo, si reca su un'isola misteriosa in cui pare siano scomparsi tre ragazzi.